# Bolívar Valera
Bolívar Ernesto Valera Ariza (Santo Domingo Este, República Dominicana, 20 de junio de 1980) más conocido como "El Boli" es un locutor, productor de radio, actor, comediante, político y empresario dominicano. 
En 2019 incursionó en la política presentándose como precandidato a diputado por el Partido de la Liberación Dominicana, ganando la candidatura en unas elecciones primarias celebradas en octubre de ese mismo año.
Ha trabajado en República Dominicana y Estados Unidos principalmente en la radio, uno de los medios que mejor domina y que lo catapultó al éxito.

## Carrera profesional
Bolívar Valera comenzó su carrera en la radio como espectador haciendo llamadas esporádicas a los interactivos radiales "El pie derecho" y "Botando el golpe", este último del famoso comunicador Jochy Santos (al igual que lo hicieron otros comunicadores como Aquiles Correa), en breves segundos hacía chistes por lo que poco a poco conectó con el elenco, posteriormente siendo invitado y fijado como parte del programa radial que después pasaría a llamarse "El mismo golpe".
Se inició en la televisión en los programas "Ruta Urbana" y "Video Hits". Su figura se hace más notoria al entrar posteriormente al programa nocturno "Perdone la hora", donde se relacionó con grandes figuras de la televisión dominicana. Entre 2010 y 2020 perteneció al programa "Más Roberto" de Roberto Ángel Salcedo con la exitosa sección "Los consejos del Boli", posteriormente en el 2014 se reintegraría al elenco. 
Su incursión en el teatro fue en las obras "Pánico en el Oeste" y "Me Dejó por Nueva York". Sus apariciones en el cine incluyen las películas "Megadiva" (2009) y "I Love Bachata" (2011), entre otros. 
En octubre de 2011 lanzó su programa radial El mañanero con Boli.
Más adelante pasa a ser productor y conductor de los programas radiales "Rumba Reggaetón", "Ruta Urbana" y "Comiendo Regaettón"; todos dedicados al reguetón.
Valera Ariza se ha destacado por ser filántropo y apoyar causas sociales, a lo largo del tiempo ha apoyado un sinnúmero de causas nobles e impactado positivamente en la vida de decenas de personas.

## Teatro y cine
Teatro
- Pánico en el Oeste
- Me dejó por Nueva York

Cine
- Mega Diva (2009)
- I Love Bachata (2011)
- Mi Angelito Favorito (2013)
- Ponchao (2013)
- El que mucho abarca (2014)
- Todo incluido (2015)
- Mi Suegra y Yo (2016)
- Cuentas por cobrar (2016)
- El plan Perfecto (2017)
- Pobres Millonarios (2018)
- Sanky Panky 3 (2018)
- Casi fiel (2019)
- No es lo que parece (2021)

## Carrera política
Bolívar Valera ha sido miembro del Partido de la Liberación Dominicana, partido por el cual presentó su precandidatura a diputado por la circunscripción no. 2 del municipio de Santo Domingo Este y que ganó posteriormente en las elecciones primarias abiertas que celebró esta organización política en octubre de 2019, pasando a ser candidato oficial. Valera ha recibido fuertes críticas por su incursión en la política, especialmente por ser del partido oficialista
El 16 de junio de 2023 presentó su renuncia del PLD.